# Ebenezer Otter
Ebenezer Otter (8. února 1891 Praha – 20.  května 1980 Plzeň) byl český evangelický farář, spojený svou činností zejména s Plzní.

## Život
Od mládí se angažoval v reformovaném sboru na Praze (tzv. Klimentském sboru) a byl činný v evangelických spolcích. Studoval teologii ve Vídni a Basileji. V dubnu 1914 se stal vikářem filiálního českého reformovaného (helvétského) sboru v Plzni. Za první světové války byl několikrát vyšetřován rakouskými úřady. Zapojil se do sjednocovacích snah českých protestantů – i jeho zásluhou se podařilo již v říjnu 1918 sjednotit luterský a reformovaný sbor v Plzni. Roku 1922 se stal prvním farářem plzeňského českobratrského sboru při kostele Mistra Jana Husa. V letech 1937–1951 byl zároveň seniorem Plzeňského seniorátu Českobratrské církve evangelické. Během druhé světové války byl dne 16. května 1944 zatčen gestapem a odsouzen na pět let vězení (zatčen byl i jeho syn Jiří); díky vývoji války se však již v květnu 1945 ujal vedení sboru a ve službě faráře setrval do roku 1956.
Jeho manželkou byla Jana Otterová (1896–1992). Službu manželů Otterových připomíná od roku 1994 pamětní deska v Husově kostele v Plzni. Jejich synem byl farář a teolog Jiří Otter.